# Out of the Wreck
Pour plus de détails, voir Fiche technique et Distribution.
Out of the Wreck est un film muet américain réalisé par William Desmond Taylor, sorti en 1917.

## Fiche technique
- Titre : Out of the Wreck
- Réalisation : William Desmond Taylor
- Scénario : Gardner Hunting, d'après une histoire de Maude Erve Corsan
- Chef-opérateur : Homer Scott
- Date de sortie : 
  - États-Unis : 8 mars 1917

## Distribution
- Kathlyn Williams : Agnes Aldrich
- William Clifford : Steve O'Brien
- William Conklin : James Aldrich
- Stella LeSaint : Ruby Sheldon
- William Jefferson : Howard Duncan
- Don Bailey :Tom Ryan